# Миколаївський військово-історичний музей
Микола́ївський військо́во-істори́чний музе́й — музей, розташований у Миколаєві, присвячений життю міста під час Другої світової і російсько-української війни. Філія Миколаївського обласного краєзнавчого музею.
До 1 травня 2025 року музей мав назву «Музей підпільно-партизанського руху на Миколаївщині в 1941—1944 роках». Був перейменований обласною радою у межах кампанії декомунізації, що була спричинена російським широкомасштабним військовим вторгненням в Україну.

## Експозиції

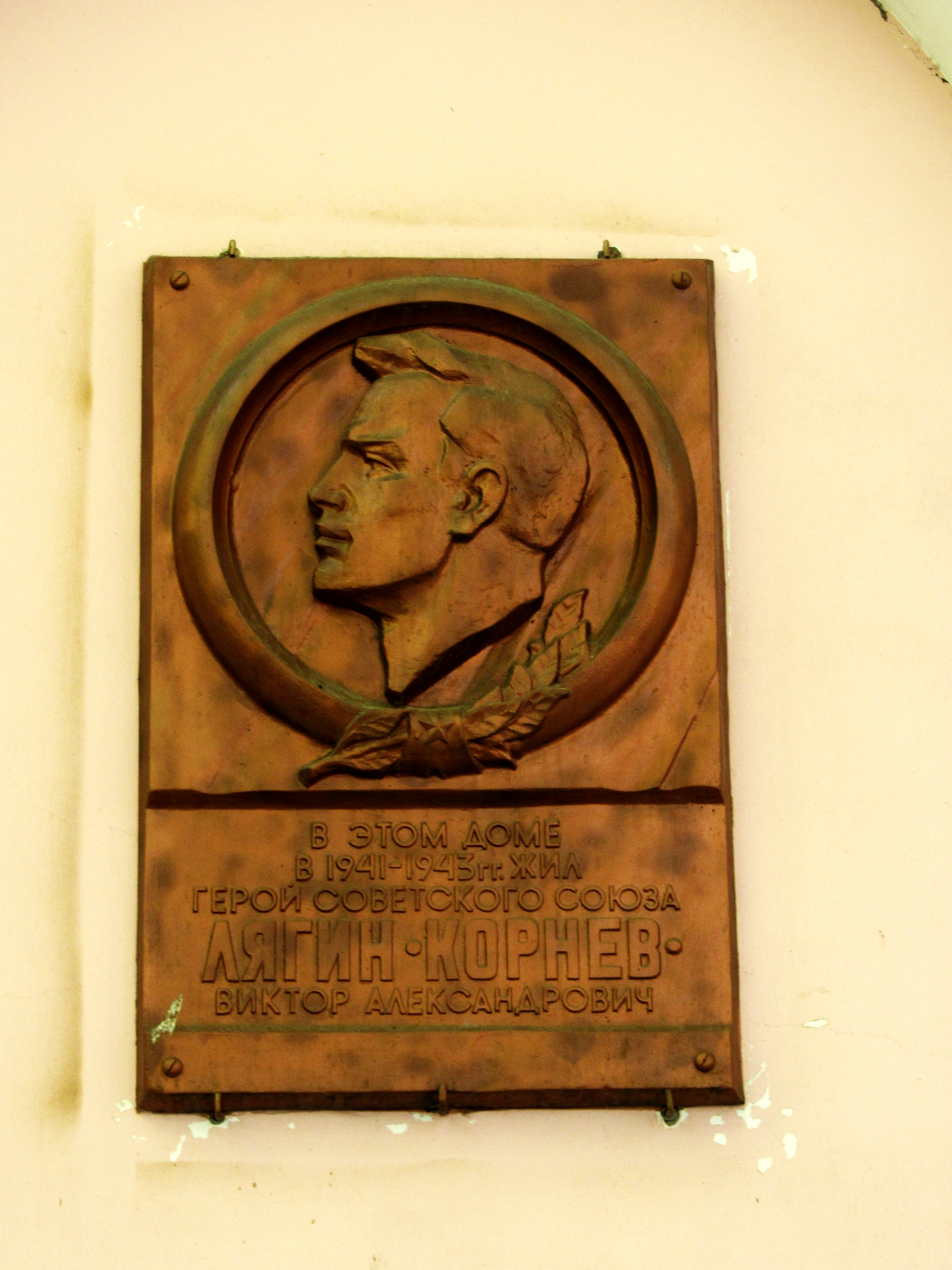
Меморіальна дошка на фасаді будівлі, присвячена совєцькому розвіднику Віктору Лягіну, що проживав тут у 1941—1943 рр. Демонтована у березні 2025 року на виконання закону про декомунізацію

Старовинна будівля кінця ХІХ століття, в якій розташований музей, є пам'якою історії та архітектури. Експозиція музею розміщена в одному залі і присвячена німецько-радянської війни на Миколаївщині в 1941—1944 роках.
Перший розділ експозиції розповідає про початок Другої світової війни, напад гітлерівської Німеччини на СРСР і оборону Миколаївської області в 1941.
Довоєнний репродуктор, встановлений в залі на телеграфному стовпі програє запис голосу диктора Ю. Левітана, який повідомляє про напад німецьких військ на СРСР 22 червня 1941 року о 4 годині ранку.
Карта-схема плану «Барбаросса», затвердженого Гітлером в грудні 1940 року, розказує про план блискавичного захоплення території Радянського Союзу і про початок військових дій проти СРСР.
Об'ємна фоторепродукція зафіксувала німецький літак «Хейнкель-111» над територією Чорноморського суднобудівельного заводу в серпні 1941 року.
Поряд з діорамою виставляються масивні, оббиті залізом двері однієї з камер концтабору, де гітлерівці мучили полонених. У вітрині — план табору на Темводі, намальований колишнім військовополоненим, — А. П. Акопяном. На подіумі — саморобне взуття військовополонених з дерев'яних колодок і автомобільних шин.
Основна частина експозиції присвячена радянським партизанам в області. У роки гітлерівської окупації на території області діяло 110 підпільних груп і організацій і 2 партизанських загони. Особливе місце в ній відведене матеріалам про діяльність диверсійно-розвідувальної групи під керівництвом Героя Радянського Союза В. О. Лягіна (Корнєва).
Про велику агітаційну роботу, яка проводилася підпільною організацією «Центр» серед населення Миколаєва в 1943—1944 роках, розповідає переносне друкарське устаткування, друкарські машинки, на яких друкувалися листівки і звернення до населення, довоєнні радіоприймачі, за допомогою яких підпільники отримували інформацію про події на фронті.

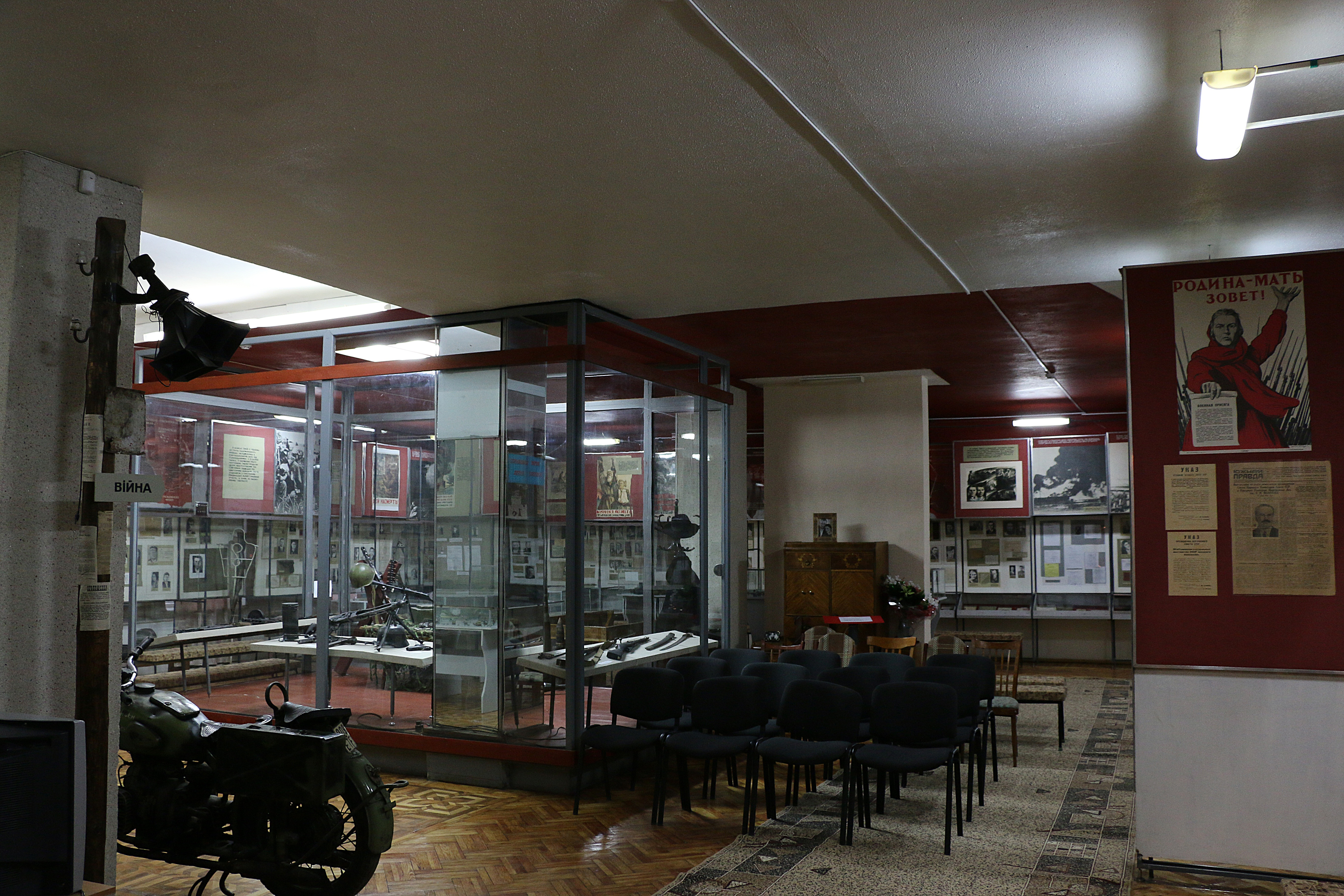
Зала музею

Окремою сторінкою в історії підпільно-партизанського руху на Миколаївщині увійшла діяльність молодіжної підпільної організації «Партизанська іскра» села Кримка Первомайського району. Дитячі фотографії, табелі успішності, атестати зрілості, зошити, особисті щоденники, одяг та інші речі розказують про шкільне життя і захоплення юних підпільників. Також тут представлені присяга і статут організації, листівки, звернення до населення, кулеметна стрічка, нагороди і грамоти Героїв Радянського Союзу керівників підпільної організації В. С. Моргуненко, П. К. Гречаного, Д. Г. Дяченко.
Через документи, фотографії, військове обмундирування і спорядження, зброю і кінохроніку надається інформація про взяття Миколаєва Червоною армією у 1944 р.
Експонується колекція стрілецької зброї періоду Другої світової війни, яка стала основою виставкової експозиції «Зброя Перемоги». Матеріали виставки показують розвиток радянської стрілецької зброї в довоєнні і військові роки.
Окрему частину музейної збірки складають військові плакати і колекція військової кінохроніки з історією краю і спогадами ветеранів війни.
Особливе місце в музеї займає виставка «Гриф „таємно“ знято». На ній представлені матеріали про совєцькі політичні репресії.
Одним із напрямів роботи музею є проведення виставок дитячої творчості, формування виставкових миротворчих програм.

## Пропозиції для відвідувачів
- Оглядові і тематичні екскурсії по експозиціях і виставках;
- Музейні вечори, присвячені подіям німецько-радянської війни на Миколаєвщині;
- Відеопокази з історії німецько-радянської війни і краю;
- Зустрічі з ветеранами німецько-радянської війни;
- Програму героїчно-патріотичного виховання «Німецько-радянська війна — мовою кінохроніки» для загальноосвітніх шкіл міста;
- Цикл музейних уроків історичної пам'яті по матеріалах про масові репресії на Миколаєвщині в 1930—1950 рр.